# Українська тема
Украї́нська те́ма  — тема в шаховій композиції ортодоксального жанру. Суть теми — циклічне чергування переміни функцій білих фігур, а саме — циклічне чергування загроз і матів на один і той же захист, як мінімум, в трьох фазах.

## Історія
Вперше цю ідею почали розробляти наприкінці 60-х років ХХ століття українські проблемісти Сергій Олександрович Шедей (09.06.1940 — 26.11.2012) і Віктор Олександрович Мельниченко (05.08.1939 — 11.02.2009). Вони додали до теми ле Гранд ще одну фазу і в результаті виразили циклічне чергування загроз і матів на один і той же захист чорних.
Ця ідея дістала назву — українська тема.
Алгоритм вираження теми:
1. X? ~ 2. A # 1. ... a 2. B #
1. Y? ~ 2. B # 1. ... a 2. C #
1. Z!  ~ 2. C # 1. ... a 2. A #
|   | a | b | c | d | e | f | g | h |   |
| 8 | b7 білий слон · c6 білий пішак · e6 білий кінь · f6 білий король · h6 чорний пішак · a5 чорний кінь · c5 білий пішак · e4 чорний король · a3 білий кінь · c3 білий пішак · h3 білий ферзь · g2 чорний пішак · a1 чорний кінь · h1 чорний слон | b7 білий слон · c6 білий пішак · e6 білий кінь · f6 білий король · h6 чорний пішак · a5 чорний кінь · c5 білий пішак · e4 чорний король · a3 білий кінь · c3 білий пішак · h3 білий ферзь · g2 чорний пішак · a1 чорний кінь · h1 чорний слон | b7 білий слон · c6 білий пішак · e6 білий кінь · f6 білий король · h6 чорний пішак · a5 чорний кінь · c5 білий пішак · e4 чорний король · a3 білий кінь · c3 білий пішак · h3 білий ферзь · g2 чорний пішак · a1 чорний кінь · h1 чорний слон | b7 білий слон · c6 білий пішак · e6 білий кінь · f6 білий король · h6 чорний пішак · a5 чорний кінь · c5 білий пішак · e4 чорний король · a3 білий кінь · c3 білий пішак · h3 білий ферзь · g2 чорний пішак · a1 чорний кінь · h1 чорний слон | b7 білий слон · c6 білий пішак · e6 білий кінь · f6 білий король · h6 чорний пішак · a5 чорний кінь · c5 білий пішак · e4 чорний король · a3 білий кінь · c3 білий пішак · h3 білий ферзь · g2 чорний пішак · a1 чорний кінь · h1 чорний слон | b7 білий слон · c6 білий пішак · e6 білий кінь · f6 білий король · h6 чорний пішак · a5 чорний кінь · c5 білий пішак · e4 чорний король · a3 білий кінь · c3 білий пішак · h3 білий ферзь · g2 чорний пішак · a1 чорний кінь · h1 чорний слон | b7 білий слон · c6 білий пішак · e6 білий кінь · f6 білий король · h6 чорний пішак · a5 чорний кінь · c5 білий пішак · e4 чорний король · a3 білий кінь · c3 білий пішак · h3 білий ферзь · g2 чорний пішак · a1 чорний кінь · h1 чорний слон | b7 білий слон · c6 білий пішак · e6 білий кінь · f6 білий король · h6 чорний пішак · a5 чорний кінь · c5 білий пішак · e4 чорний король · a3 білий кінь · c3 білий пішак · h3 білий ферзь · g2 чорний пішак · a1 чорний кінь · h1 чорний слон | 8 |
| 7 | b7 білий слон · c6 білий пішак · e6 білий кінь · f6 білий король · h6 чорний пішак · a5 чорний кінь · c5 білий пішак · e4 чорний король · a3 білий кінь · c3 білий пішак · h3 білий ферзь · g2 чорний пішак · a1 чорний кінь · h1 чорний слон | b7 білий слон · c6 білий пішак · e6 білий кінь · f6 білий король · h6 чорний пішак · a5 чорний кінь · c5 білий пішак · e4 чорний король · a3 білий кінь · c3 білий пішак · h3 білий ферзь · g2 чорний пішак · a1 чорний кінь · h1 чорний слон | b7 білий слон · c6 білий пішак · e6 білий кінь · f6 білий король · h6 чорний пішак · a5 чорний кінь · c5 білий пішак · e4 чорний король · a3 білий кінь · c3 білий пішак · h3 білий ферзь · g2 чорний пішак · a1 чорний кінь · h1 чорний слон | b7 білий слон · c6 білий пішак · e6 білий кінь · f6 білий король · h6 чорний пішак · a5 чорний кінь · c5 білий пішак · e4 чорний король · a3 білий кінь · c3 білий пішак · h3 білий ферзь · g2 чорний пішак · a1 чорний кінь · h1 чорний слон | b7 білий слон · c6 білий пішак · e6 білий кінь · f6 білий король · h6 чорний пішак · a5 чорний кінь · c5 білий пішак · e4 чорний король · a3 білий кінь · c3 білий пішак · h3 білий ферзь · g2 чорний пішак · a1 чорний кінь · h1 чорний слон | b7 білий слон · c6 білий пішак · e6 білий кінь · f6 білий король · h6 чорний пішак · a5 чорний кінь · c5 білий пішак · e4 чорний король · a3 білий кінь · c3 білий пішак · h3 білий ферзь · g2 чорний пішак · a1 чорний кінь · h1 чорний слон | b7 білий слон · c6 білий пішак · e6 білий кінь · f6 білий король · h6 чорний пішак · a5 чорний кінь · c5 білий пішак · e4 чорний король · a3 білий кінь · c3 білий пішак · h3 білий ферзь · g2 чорний пішак · a1 чорний кінь · h1 чорний слон | b7 білий слон · c6 білий пішак · e6 білий кінь · f6 білий король · h6 чорний пішак · a5 чорний кінь · c5 білий пішак · e4 чорний король · a3 білий кінь · c3 білий пішак · h3 білий ферзь · g2 чорний пішак · a1 чорний кінь · h1 чорний слон | 7 |
| 6 | b7 білий слон · c6 білий пішак · e6 білий кінь · f6 білий король · h6 чорний пішак · a5 чорний кінь · c5 білий пішак · e4 чорний король · a3 білий кінь · c3 білий пішак · h3 білий ферзь · g2 чорний пішак · a1 чорний кінь · h1 чорний слон | b7 білий слон · c6 білий пішак · e6 білий кінь · f6 білий король · h6 чорний пішак · a5 чорний кінь · c5 білий пішак · e4 чорний король · a3 білий кінь · c3 білий пішак · h3 білий ферзь · g2 чорний пішак · a1 чорний кінь · h1 чорний слон | b7 білий слон · c6 білий пішак · e6 білий кінь · f6 білий король · h6 чорний пішак · a5 чорний кінь · c5 білий пішак · e4 чорний король · a3 білий кінь · c3 білий пішак · h3 білий ферзь · g2 чорний пішак · a1 чорний кінь · h1 чорний слон | b7 білий слон · c6 білий пішак · e6 білий кінь · f6 білий король · h6 чорний пішак · a5 чорний кінь · c5 білий пішак · e4 чорний король · a3 білий кінь · c3 білий пішак · h3 білий ферзь · g2 чорний пішак · a1 чорний кінь · h1 чорний слон | b7 білий слон · c6 білий пішак · e6 білий кінь · f6 білий король · h6 чорний пішак · a5 чорний кінь · c5 білий пішак · e4 чорний король · a3 білий кінь · c3 білий пішак · h3 білий ферзь · g2 чорний пішак · a1 чорний кінь · h1 чорний слон | b7 білий слон · c6 білий пішак · e6 білий кінь · f6 білий король · h6 чорний пішак · a5 чорний кінь · c5 білий пішак · e4 чорний король · a3 білий кінь · c3 білий пішак · h3 білий ферзь · g2 чорний пішак · a1 чорний кінь · h1 чорний слон | b7 білий слон · c6 білий пішак · e6 білий кінь · f6 білий король · h6 чорний пішак · a5 чорний кінь · c5 білий пішак · e4 чорний король · a3 білий кінь · c3 білий пішак · h3 білий ферзь · g2 чорний пішак · a1 чорний кінь · h1 чорний слон | b7 білий слон · c6 білий пішак · e6 білий кінь · f6 білий король · h6 чорний пішак · a5 чорний кінь · c5 білий пішак · e4 чорний король · a3 білий кінь · c3 білий пішак · h3 білий ферзь · g2 чорний пішак · a1 чорний кінь · h1 чорний слон | 6 |
| 5 | b7 білий слон · c6 білий пішак · e6 білий кінь · f6 білий король · h6 чорний пішак · a5 чорний кінь · c5 білий пішак · e4 чорний король · a3 білий кінь · c3 білий пішак · h3 білий ферзь · g2 чорний пішак · a1 чорний кінь · h1 чорний слон | b7 білий слон · c6 білий пішак · e6 білий кінь · f6 білий король · h6 чорний пішак · a5 чорний кінь · c5 білий пішак · e4 чорний король · a3 білий кінь · c3 білий пішак · h3 білий ферзь · g2 чорний пішак · a1 чорний кінь · h1 чорний слон | b7 білий слон · c6 білий пішак · e6 білий кінь · f6 білий король · h6 чорний пішак · a5 чорний кінь · c5 білий пішак · e4 чорний король · a3 білий кінь · c3 білий пішак · h3 білий ферзь · g2 чорний пішак · a1 чорний кінь · h1 чорний слон | b7 білий слон · c6 білий пішак · e6 білий кінь · f6 білий король · h6 чорний пішак · a5 чорний кінь · c5 білий пішак · e4 чорний король · a3 білий кінь · c3 білий пішак · h3 білий ферзь · g2 чорний пішак · a1 чорний кінь · h1 чорний слон | b7 білий слон · c6 білий пішак · e6 білий кінь · f6 білий король · h6 чорний пішак · a5 чорний кінь · c5 білий пішак · e4 чорний король · a3 білий кінь · c3 білий пішак · h3 білий ферзь · g2 чорний пішак · a1 чорний кінь · h1 чорний слон | b7 білий слон · c6 білий пішак · e6 білий кінь · f6 білий король · h6 чорний пішак · a5 чорний кінь · c5 білий пішак · e4 чорний король · a3 білий кінь · c3 білий пішак · h3 білий ферзь · g2 чорний пішак · a1 чорний кінь · h1 чорний слон | b7 білий слон · c6 білий пішак · e6 білий кінь · f6 білий король · h6 чорний пішак · a5 чорний кінь · c5 білий пішак · e4 чорний король · a3 білий кінь · c3 білий пішак · h3 білий ферзь · g2 чорний пішак · a1 чорний кінь · h1 чорний слон | b7 білий слон · c6 білий пішак · e6 білий кінь · f6 білий король · h6 чорний пішак · a5 чорний кінь · c5 білий пішак · e4 чорний король · a3 білий кінь · c3 білий пішак · h3 білий ферзь · g2 чорний пішак · a1 чорний кінь · h1 чорний слон | 5 |
| 4 | b7 білий слон · c6 білий пішак · e6 білий кінь · f6 білий король · h6 чорний пішак · a5 чорний кінь · c5 білий пішак · e4 чорний король · a3 білий кінь · c3 білий пішак · h3 білий ферзь · g2 чорний пішак · a1 чорний кінь · h1 чорний слон | b7 білий слон · c6 білий пішак · e6 білий кінь · f6 білий король · h6 чорний пішак · a5 чорний кінь · c5 білий пішак · e4 чорний король · a3 білий кінь · c3 білий пішак · h3 білий ферзь · g2 чорний пішак · a1 чорний кінь · h1 чорний слон | b7 білий слон · c6 білий пішак · e6 білий кінь · f6 білий король · h6 чорний пішак · a5 чорний кінь · c5 білий пішак · e4 чорний король · a3 білий кінь · c3 білий пішак · h3 білий ферзь · g2 чорний пішак · a1 чорний кінь · h1 чорний слон | b7 білий слон · c6 білий пішак · e6 білий кінь · f6 білий король · h6 чорний пішак · a5 чорний кінь · c5 білий пішак · e4 чорний король · a3 білий кінь · c3 білий пішак · h3 білий ферзь · g2 чорний пішак · a1 чорний кінь · h1 чорний слон | b7 білий слон · c6 білий пішак · e6 білий кінь · f6 білий король · h6 чорний пішак · a5 чорний кінь · c5 білий пішак · e4 чорний король · a3 білий кінь · c3 білий пішак · h3 білий ферзь · g2 чорний пішак · a1 чорний кінь · h1 чорний слон | b7 білий слон · c6 білий пішак · e6 білий кінь · f6 білий король · h6 чорний пішак · a5 чорний кінь · c5 білий пішак · e4 чорний король · a3 білий кінь · c3 білий пішак · h3 білий ферзь · g2 чорний пішак · a1 чорний кінь · h1 чорний слон | b7 білий слон · c6 білий пішак · e6 білий кінь · f6 білий король · h6 чорний пішак · a5 чорний кінь · c5 білий пішак · e4 чорний король · a3 білий кінь · c3 білий пішак · h3 білий ферзь · g2 чорний пішак · a1 чорний кінь · h1 чорний слон | b7 білий слон · c6 білий пішак · e6 білий кінь · f6 білий король · h6 чорний пішак · a5 чорний кінь · c5 білий пішак · e4 чорний король · a3 білий кінь · c3 білий пішак · h3 білий ферзь · g2 чорний пішак · a1 чорний кінь · h1 чорний слон | 4 |
| 3 | b7 білий слон · c6 білий пішак · e6 білий кінь · f6 білий король · h6 чорний пішак · a5 чорний кінь · c5 білий пішак · e4 чорний король · a3 білий кінь · c3 білий пішак · h3 білий ферзь · g2 чорний пішак · a1 чорний кінь · h1 чорний слон | b7 білий слон · c6 білий пішак · e6 білий кінь · f6 білий король · h6 чорний пішак · a5 чорний кінь · c5 білий пішак · e4 чорний король · a3 білий кінь · c3 білий пішак · h3 білий ферзь · g2 чорний пішак · a1 чорний кінь · h1 чорний слон | b7 білий слон · c6 білий пішак · e6 білий кінь · f6 білий король · h6 чорний пішак · a5 чорний кінь · c5 білий пішак · e4 чорний король · a3 білий кінь · c3 білий пішак · h3 білий ферзь · g2 чорний пішак · a1 чорний кінь · h1 чорний слон | b7 білий слон · c6 білий пішак · e6 білий кінь · f6 білий король · h6 чорний пішак · a5 чорний кінь · c5 білий пішак · e4 чорний король · a3 білий кінь · c3 білий пішак · h3 білий ферзь · g2 чорний пішак · a1 чорний кінь · h1 чорний слон | b7 білий слон · c6 білий пішак · e6 білий кінь · f6 білий король · h6 чорний пішак · a5 чорний кінь · c5 білий пішак · e4 чорний король · a3 білий кінь · c3 білий пішак · h3 білий ферзь · g2 чорний пішак · a1 чорний кінь · h1 чорний слон | b7 білий слон · c6 білий пішак · e6 білий кінь · f6 білий король · h6 чорний пішак · a5 чорний кінь · c5 білий пішак · e4 чорний король · a3 білий кінь · c3 білий пішак · h3 білий ферзь · g2 чорний пішак · a1 чорний кінь · h1 чорний слон | b7 білий слон · c6 білий пішак · e6 білий кінь · f6 білий король · h6 чорний пішак · a5 чорний кінь · c5 білий пішак · e4 чорний король · a3 білий кінь · c3 білий пішак · h3 білий ферзь · g2 чорний пішак · a1 чорний кінь · h1 чорний слон | b7 білий слон · c6 білий пішак · e6 білий кінь · f6 білий король · h6 чорний пішак · a5 чорний кінь · c5 білий пішак · e4 чорний король · a3 білий кінь · c3 білий пішак · h3 білий ферзь · g2 чорний пішак · a1 чорний кінь · h1 чорний слон | 3 |
| 2 | b7 білий слон · c6 білий пішак · e6 білий кінь · f6 білий король · h6 чорний пішак · a5 чорний кінь · c5 білий пішак · e4 чорний король · a3 білий кінь · c3 білий пішак · h3 білий ферзь · g2 чорний пішак · a1 чорний кінь · h1 чорний слон | b7 білий слон · c6 білий пішак · e6 білий кінь · f6 білий король · h6 чорний пішак · a5 чорний кінь · c5 білий пішак · e4 чорний король · a3 білий кінь · c3 білий пішак · h3 білий ферзь · g2 чорний пішак · a1 чорний кінь · h1 чорний слон | b7 білий слон · c6 білий пішак · e6 білий кінь · f6 білий король · h6 чорний пішак · a5 чорний кінь · c5 білий пішак · e4 чорний король · a3 білий кінь · c3 білий пішак · h3 білий ферзь · g2 чорний пішак · a1 чорний кінь · h1 чорний слон | b7 білий слон · c6 білий пішак · e6 білий кінь · f6 білий король · h6 чорний пішак · a5 чорний кінь · c5 білий пішак · e4 чорний король · a3 білий кінь · c3 білий пішак · h3 білий ферзь · g2 чорний пішак · a1 чорний кінь · h1 чорний слон | b7 білий слон · c6 білий пішак · e6 білий кінь · f6 білий король · h6 чорний пішак · a5 чорний кінь · c5 білий пішак · e4 чорний король · a3 білий кінь · c3 білий пішак · h3 білий ферзь · g2 чорний пішак · a1 чорний кінь · h1 чорний слон | b7 білий слон · c6 білий пішак · e6 білий кінь · f6 білий король · h6 чорний пішак · a5 чорний кінь · c5 білий пішак · e4 чорний король · a3 білий кінь · c3 білий пішак · h3 білий ферзь · g2 чорний пішак · a1 чорний кінь · h1 чорний слон | b7 білий слон · c6 білий пішак · e6 білий кінь · f6 білий король · h6 чорний пішак · a5 чорний кінь · c5 білий пішак · e4 чорний король · a3 білий кінь · c3 білий пішак · h3 білий ферзь · g2 чорний пішак · a1 чорний кінь · h1 чорний слон | b7 білий слон · c6 білий пішак · e6 білий кінь · f6 білий король · h6 чорний пішак · a5 чорний кінь · c5 білий пішак · e4 чорний король · a3 білий кінь · c3 білий пішак · h3 білий ферзь · g2 чорний пішак · a1 чорний кінь · h1 чорний слон | 2 |
| 1 | b7 білий слон · c6 білий пішак · e6 білий кінь · f6 білий король · h6 чорний пішак · a5 чорний кінь · c5 білий пішак · e4 чорний король · a3 білий кінь · c3 білий пішак · h3 білий ферзь · g2 чорний пішак · a1 чорний кінь · h1 чорний слон | b7 білий слон · c6 білий пішак · e6 білий кінь · f6 білий король · h6 чорний пішак · a5 чорний кінь · c5 білий пішак · e4 чорний король · a3 білий кінь · c3 білий пішак · h3 білий ферзь · g2 чорний пішак · a1 чорний кінь · h1 чорний слон | b7 білий слон · c6 білий пішак · e6 білий кінь · f6 білий король · h6 чорний пішак · a5 чорний кінь · c5 білий пішак · e4 чорний король · a3 білий кінь · c3 білий пішак · h3 білий ферзь · g2 чорний пішак · a1 чорний кінь · h1 чорний слон | b7 білий слон · c6 білий пішак · e6 білий кінь · f6 білий король · h6 чорний пішак · a5 чорний кінь · c5 білий пішак · e4 чорний король · a3 білий кінь · c3 білий пішак · h3 білий ферзь · g2 чорний пішак · a1 чорний кінь · h1 чорний слон | b7 білий слон · c6 білий пішак · e6 білий кінь · f6 білий король · h6 чорний пішак · a5 чорний кінь · c5 білий пішак · e4 чорний король · a3 білий кінь · c3 білий пішак · h3 білий ферзь · g2 чорний пішак · a1 чорний кінь · h1 чорний слон | b7 білий слон · c6 білий пішак · e6 білий кінь · f6 білий король · h6 чорний пішак · a5 чорний кінь · c5 білий пішак · e4 чорний король · a3 білий кінь · c3 білий пішак · h3 білий ферзь · g2 чорний пішак · a1 чорний кінь · h1 чорний слон | b7 білий слон · c6 білий пішак · e6 білий кінь · f6 білий король · h6 чорний пішак · a5 чорний кінь · c5 білий пішак · e4 чорний король · a3 білий кінь · c3 білий пішак · h3 білий ферзь · g2 чорний пішак · a1 чорний кінь · h1 чорний слон | b7 білий слон · c6 білий пішак · e6 білий кінь · f6 білий король · h6 чорний пішак · a5 чорний кінь · c5 білий пішак · e4 чорний король · a3 білий кінь · c3 білий пішак · h3 білий ферзь · g2 чорний пішак · a1 чорний кінь · h1 чорний слон | 1 |
|   | a | b | c | d | e | f | g | h |   |

1. La6? ~ 2. Dd3# (A), 1. ... Kd5 (a) 2. Df3# (B), 1. ... Sc4!
1. Sd4? ~ 2. Df3# (B), 1. ... Kd5 (a) 2. Df5# (C), 1. ... g1~!
1. Sc4!  ~ 2. Df5# (C), 1. ... Kd5 (a) 2. Dd3# (A)
- — - — - — -
1. ... S:c4 2. c7#
|   | a | b | c | d | e | f | g | h |   |
| 8 | c7 білий ферзь · e7 чорний пішак · f7 біла тура · d6 білий кінь · e6 білий пішак · g6 чорний пішак · h6 білий король · b5 білий пішак · d5 чорний пішак · g5 білий слон · h5 біла тура · a4 чорний кінь · d4 чорний король · e4 чорний пішак · d3 чорний слон · e3 чорний пішак · h3 білий слон · b2 білий пішак · e1 білий кінь | c7 білий ферзь · e7 чорний пішак · f7 біла тура · d6 білий кінь · e6 білий пішак · g6 чорний пішак · h6 білий король · b5 білий пішак · d5 чорний пішак · g5 білий слон · h5 біла тура · a4 чорний кінь · d4 чорний король · e4 чорний пішак · d3 чорний слон · e3 чорний пішак · h3 білий слон · b2 білий пішак · e1 білий кінь | c7 білий ферзь · e7 чорний пішак · f7 біла тура · d6 білий кінь · e6 білий пішак · g6 чорний пішак · h6 білий король · b5 білий пішак · d5 чорний пішак · g5 білий слон · h5 біла тура · a4 чорний кінь · d4 чорний король · e4 чорний пішак · d3 чорний слон · e3 чорний пішак · h3 білий слон · b2 білий пішак · e1 білий кінь | c7 білий ферзь · e7 чорний пішак · f7 біла тура · d6 білий кінь · e6 білий пішак · g6 чорний пішак · h6 білий король · b5 білий пішак · d5 чорний пішак · g5 білий слон · h5 біла тура · a4 чорний кінь · d4 чорний король · e4 чорний пішак · d3 чорний слон · e3 чорний пішак · h3 білий слон · b2 білий пішак · e1 білий кінь | c7 білий ферзь · e7 чорний пішак · f7 біла тура · d6 білий кінь · e6 білий пішак · g6 чорний пішак · h6 білий король · b5 білий пішак · d5 чорний пішак · g5 білий слон · h5 біла тура · a4 чорний кінь · d4 чорний король · e4 чорний пішак · d3 чорний слон · e3 чорний пішак · h3 білий слон · b2 білий пішак · e1 білий кінь | c7 білий ферзь · e7 чорний пішак · f7 біла тура · d6 білий кінь · e6 білий пішак · g6 чорний пішак · h6 білий король · b5 білий пішак · d5 чорний пішак · g5 білий слон · h5 біла тура · a4 чорний кінь · d4 чорний король · e4 чорний пішак · d3 чорний слон · e3 чорний пішак · h3 білий слон · b2 білий пішак · e1 білий кінь | c7 білий ферзь · e7 чорний пішак · f7 біла тура · d6 білий кінь · e6 білий пішак · g6 чорний пішак · h6 білий король · b5 білий пішак · d5 чорний пішак · g5 білий слон · h5 біла тура · a4 чорний кінь · d4 чорний король · e4 чорний пішак · d3 чорний слон · e3 чорний пішак · h3 білий слон · b2 білий пішак · e1 білий кінь | c7 білий ферзь · e7 чорний пішак · f7 біла тура · d6 білий кінь · e6 білий пішак · g6 чорний пішак · h6 білий король · b5 білий пішак · d5 чорний пішак · g5 білий слон · h5 біла тура · a4 чорний кінь · d4 чорний король · e4 чорний пішак · d3 чорний слон · e3 чорний пішак · h3 білий слон · b2 білий пішак · e1 білий кінь | 8 |
| 7 | c7 білий ферзь · e7 чорний пішак · f7 біла тура · d6 білий кінь · e6 білий пішак · g6 чорний пішак · h6 білий король · b5 білий пішак · d5 чорний пішак · g5 білий слон · h5 біла тура · a4 чорний кінь · d4 чорний король · e4 чорний пішак · d3 чорний слон · e3 чорний пішак · h3 білий слон · b2 білий пішак · e1 білий кінь | c7 білий ферзь · e7 чорний пішак · f7 біла тура · d6 білий кінь · e6 білий пішак · g6 чорний пішак · h6 білий король · b5 білий пішак · d5 чорний пішак · g5 білий слон · h5 біла тура · a4 чорний кінь · d4 чорний король · e4 чорний пішак · d3 чорний слон · e3 чорний пішак · h3 білий слон · b2 білий пішак · e1 білий кінь | c7 білий ферзь · e7 чорний пішак · f7 біла тура · d6 білий кінь · e6 білий пішак · g6 чорний пішак · h6 білий король · b5 білий пішак · d5 чорний пішак · g5 білий слон · h5 біла тура · a4 чорний кінь · d4 чорний король · e4 чорний пішак · d3 чорний слон · e3 чорний пішак · h3 білий слон · b2 білий пішак · e1 білий кінь | c7 білий ферзь · e7 чорний пішак · f7 біла тура · d6 білий кінь · e6 білий пішак · g6 чорний пішак · h6 білий король · b5 білий пішак · d5 чорний пішак · g5 білий слон · h5 біла тура · a4 чорний кінь · d4 чорний король · e4 чорний пішак · d3 чорний слон · e3 чорний пішак · h3 білий слон · b2 білий пішак · e1 білий кінь | c7 білий ферзь · e7 чорний пішак · f7 біла тура · d6 білий кінь · e6 білий пішак · g6 чорний пішак · h6 білий король · b5 білий пішак · d5 чорний пішак · g5 білий слон · h5 біла тура · a4 чорний кінь · d4 чорний король · e4 чорний пішак · d3 чорний слон · e3 чорний пішак · h3 білий слон · b2 білий пішак · e1 білий кінь | c7 білий ферзь · e7 чорний пішак · f7 біла тура · d6 білий кінь · e6 білий пішак · g6 чорний пішак · h6 білий король · b5 білий пішак · d5 чорний пішак · g5 білий слон · h5 біла тура · a4 чорний кінь · d4 чорний король · e4 чорний пішак · d3 чорний слон · e3 чорний пішак · h3 білий слон · b2 білий пішак · e1 білий кінь | c7 білий ферзь · e7 чорний пішак · f7 біла тура · d6 білий кінь · e6 білий пішак · g6 чорний пішак · h6 білий король · b5 білий пішак · d5 чорний пішак · g5 білий слон · h5 біла тура · a4 чорний кінь · d4 чорний король · e4 чорний пішак · d3 чорний слон · e3 чорний пішак · h3 білий слон · b2 білий пішак · e1 білий кінь | c7 білий ферзь · e7 чорний пішак · f7 біла тура · d6 білий кінь · e6 білий пішак · g6 чорний пішак · h6 білий король · b5 білий пішак · d5 чорний пішак · g5 білий слон · h5 біла тура · a4 чорний кінь · d4 чорний король · e4 чорний пішак · d3 чорний слон · e3 чорний пішак · h3 білий слон · b2 білий пішак · e1 білий кінь | 7 |
| 6 | c7 білий ферзь · e7 чорний пішак · f7 біла тура · d6 білий кінь · e6 білий пішак · g6 чорний пішак · h6 білий король · b5 білий пішак · d5 чорний пішак · g5 білий слон · h5 біла тура · a4 чорний кінь · d4 чорний король · e4 чорний пішак · d3 чорний слон · e3 чорний пішак · h3 білий слон · b2 білий пішак · e1 білий кінь | c7 білий ферзь · e7 чорний пішак · f7 біла тура · d6 білий кінь · e6 білий пішак · g6 чорний пішак · h6 білий король · b5 білий пішак · d5 чорний пішак · g5 білий слон · h5 біла тура · a4 чорний кінь · d4 чорний король · e4 чорний пішак · d3 чорний слон · e3 чорний пішак · h3 білий слон · b2 білий пішак · e1 білий кінь | c7 білий ферзь · e7 чорний пішак · f7 біла тура · d6 білий кінь · e6 білий пішак · g6 чорний пішак · h6 білий король · b5 білий пішак · d5 чорний пішак · g5 білий слон · h5 біла тура · a4 чорний кінь · d4 чорний король · e4 чорний пішак · d3 чорний слон · e3 чорний пішак · h3 білий слон · b2 білий пішак · e1 білий кінь | c7 білий ферзь · e7 чорний пішак · f7 біла тура · d6 білий кінь · e6 білий пішак · g6 чорний пішак · h6 білий король · b5 білий пішак · d5 чорний пішак · g5 білий слон · h5 біла тура · a4 чорний кінь · d4 чорний король · e4 чорний пішак · d3 чорний слон · e3 чорний пішак · h3 білий слон · b2 білий пішак · e1 білий кінь | c7 білий ферзь · e7 чорний пішак · f7 біла тура · d6 білий кінь · e6 білий пішак · g6 чорний пішак · h6 білий король · b5 білий пішак · d5 чорний пішак · g5 білий слон · h5 біла тура · a4 чорний кінь · d4 чорний король · e4 чорний пішак · d3 чорний слон · e3 чорний пішак · h3 білий слон · b2 білий пішак · e1 білий кінь | c7 білий ферзь · e7 чорний пішак · f7 біла тура · d6 білий кінь · e6 білий пішак · g6 чорний пішак · h6 білий король · b5 білий пішак · d5 чорний пішак · g5 білий слон · h5 біла тура · a4 чорний кінь · d4 чорний король · e4 чорний пішак · d3 чорний слон · e3 чорний пішак · h3 білий слон · b2 білий пішак · e1 білий кінь | c7 білий ферзь · e7 чорний пішак · f7 біла тура · d6 білий кінь · e6 білий пішак · g6 чорний пішак · h6 білий король · b5 білий пішак · d5 чорний пішак · g5 білий слон · h5 біла тура · a4 чорний кінь · d4 чорний король · e4 чорний пішак · d3 чорний слон · e3 чорний пішак · h3 білий слон · b2 білий пішак · e1 білий кінь | c7 білий ферзь · e7 чорний пішак · f7 біла тура · d6 білий кінь · e6 білий пішак · g6 чорний пішак · h6 білий король · b5 білий пішак · d5 чорний пішак · g5 білий слон · h5 біла тура · a4 чорний кінь · d4 чорний король · e4 чорний пішак · d3 чорний слон · e3 чорний пішак · h3 білий слон · b2 білий пішак · e1 білий кінь | 6 |
| 5 | c7 білий ферзь · e7 чорний пішак · f7 біла тура · d6 білий кінь · e6 білий пішак · g6 чорний пішак · h6 білий король · b5 білий пішак · d5 чорний пішак · g5 білий слон · h5 біла тура · a4 чорний кінь · d4 чорний король · e4 чорний пішак · d3 чорний слон · e3 чорний пішак · h3 білий слон · b2 білий пішак · e1 білий кінь | c7 білий ферзь · e7 чорний пішак · f7 біла тура · d6 білий кінь · e6 білий пішак · g6 чорний пішак · h6 білий король · b5 білий пішак · d5 чорний пішак · g5 білий слон · h5 біла тура · a4 чорний кінь · d4 чорний король · e4 чорний пішак · d3 чорний слон · e3 чорний пішак · h3 білий слон · b2 білий пішак · e1 білий кінь | c7 білий ферзь · e7 чорний пішак · f7 біла тура · d6 білий кінь · e6 білий пішак · g6 чорний пішак · h6 білий король · b5 білий пішак · d5 чорний пішак · g5 білий слон · h5 біла тура · a4 чорний кінь · d4 чорний король · e4 чорний пішак · d3 чорний слон · e3 чорний пішак · h3 білий слон · b2 білий пішак · e1 білий кінь | c7 білий ферзь · e7 чорний пішак · f7 біла тура · d6 білий кінь · e6 білий пішак · g6 чорний пішак · h6 білий король · b5 білий пішак · d5 чорний пішак · g5 білий слон · h5 біла тура · a4 чорний кінь · d4 чорний король · e4 чорний пішак · d3 чорний слон · e3 чорний пішак · h3 білий слон · b2 білий пішак · e1 білий кінь | c7 білий ферзь · e7 чорний пішак · f7 біла тура · d6 білий кінь · e6 білий пішак · g6 чорний пішак · h6 білий король · b5 білий пішак · d5 чорний пішак · g5 білий слон · h5 біла тура · a4 чорний кінь · d4 чорний король · e4 чорний пішак · d3 чорний слон · e3 чорний пішак · h3 білий слон · b2 білий пішак · e1 білий кінь | c7 білий ферзь · e7 чорний пішак · f7 біла тура · d6 білий кінь · e6 білий пішак · g6 чорний пішак · h6 білий король · b5 білий пішак · d5 чорний пішак · g5 білий слон · h5 біла тура · a4 чорний кінь · d4 чорний король · e4 чорний пішак · d3 чорний слон · e3 чорний пішак · h3 білий слон · b2 білий пішак · e1 білий кінь | c7 білий ферзь · e7 чорний пішак · f7 біла тура · d6 білий кінь · e6 білий пішак · g6 чорний пішак · h6 білий король · b5 білий пішак · d5 чорний пішак · g5 білий слон · h5 біла тура · a4 чорний кінь · d4 чорний король · e4 чорний пішак · d3 чорний слон · e3 чорний пішак · h3 білий слон · b2 білий пішак · e1 білий кінь | c7 білий ферзь · e7 чорний пішак · f7 біла тура · d6 білий кінь · e6 білий пішак · g6 чорний пішак · h6 білий король · b5 білий пішак · d5 чорний пішак · g5 білий слон · h5 біла тура · a4 чорний кінь · d4 чорний король · e4 чорний пішак · d3 чорний слон · e3 чорний пішак · h3 білий слон · b2 білий пішак · e1 білий кінь | 5 |
| 4 | c7 білий ферзь · e7 чорний пішак · f7 біла тура · d6 білий кінь · e6 білий пішак · g6 чорний пішак · h6 білий король · b5 білий пішак · d5 чорний пішак · g5 білий слон · h5 біла тура · a4 чорний кінь · d4 чорний король · e4 чорний пішак · d3 чорний слон · e3 чорний пішак · h3 білий слон · b2 білий пішак · e1 білий кінь | c7 білий ферзь · e7 чорний пішак · f7 біла тура · d6 білий кінь · e6 білий пішак · g6 чорний пішак · h6 білий король · b5 білий пішак · d5 чорний пішак · g5 білий слон · h5 біла тура · a4 чорний кінь · d4 чорний король · e4 чорний пішак · d3 чорний слон · e3 чорний пішак · h3 білий слон · b2 білий пішак · e1 білий кінь | c7 білий ферзь · e7 чорний пішак · f7 біла тура · d6 білий кінь · e6 білий пішак · g6 чорний пішак · h6 білий король · b5 білий пішак · d5 чорний пішак · g5 білий слон · h5 біла тура · a4 чорний кінь · d4 чорний король · e4 чорний пішак · d3 чорний слон · e3 чорний пішак · h3 білий слон · b2 білий пішак · e1 білий кінь | c7 білий ферзь · e7 чорний пішак · f7 біла тура · d6 білий кінь · e6 білий пішак · g6 чорний пішак · h6 білий король · b5 білий пішак · d5 чорний пішак · g5 білий слон · h5 біла тура · a4 чорний кінь · d4 чорний король · e4 чорний пішак · d3 чорний слон · e3 чорний пішак · h3 білий слон · b2 білий пішак · e1 білий кінь | c7 білий ферзь · e7 чорний пішак · f7 біла тура · d6 білий кінь · e6 білий пішак · g6 чорний пішак · h6 білий король · b5 білий пішак · d5 чорний пішак · g5 білий слон · h5 біла тура · a4 чорний кінь · d4 чорний король · e4 чорний пішак · d3 чорний слон · e3 чорний пішак · h3 білий слон · b2 білий пішак · e1 білий кінь | c7 білий ферзь · e7 чорний пішак · f7 біла тура · d6 білий кінь · e6 білий пішак · g6 чорний пішак · h6 білий король · b5 білий пішак · d5 чорний пішак · g5 білий слон · h5 біла тура · a4 чорний кінь · d4 чорний король · e4 чорний пішак · d3 чорний слон · e3 чорний пішак · h3 білий слон · b2 білий пішак · e1 білий кінь | c7 білий ферзь · e7 чорний пішак · f7 біла тура · d6 білий кінь · e6 білий пішак · g6 чорний пішак · h6 білий король · b5 білий пішак · d5 чорний пішак · g5 білий слон · h5 біла тура · a4 чорний кінь · d4 чорний король · e4 чорний пішак · d3 чорний слон · e3 чорний пішак · h3 білий слон · b2 білий пішак · e1 білий кінь | c7 білий ферзь · e7 чорний пішак · f7 біла тура · d6 білий кінь · e6 білий пішак · g6 чорний пішак · h6 білий король · b5 білий пішак · d5 чорний пішак · g5 білий слон · h5 біла тура · a4 чорний кінь · d4 чорний король · e4 чорний пішак · d3 чорний слон · e3 чорний пішак · h3 білий слон · b2 білий пішак · e1 білий кінь | 4 |
| 3 | c7 білий ферзь · e7 чорний пішак · f7 біла тура · d6 білий кінь · e6 білий пішак · g6 чорний пішак · h6 білий король · b5 білий пішак · d5 чорний пішак · g5 білий слон · h5 біла тура · a4 чорний кінь · d4 чорний король · e4 чорний пішак · d3 чорний слон · e3 чорний пішак · h3 білий слон · b2 білий пішак · e1 білий кінь | c7 білий ферзь · e7 чорний пішак · f7 біла тура · d6 білий кінь · e6 білий пішак · g6 чорний пішак · h6 білий король · b5 білий пішак · d5 чорний пішак · g5 білий слон · h5 біла тура · a4 чорний кінь · d4 чорний король · e4 чорний пішак · d3 чорний слон · e3 чорний пішак · h3 білий слон · b2 білий пішак · e1 білий кінь | c7 білий ферзь · e7 чорний пішак · f7 біла тура · d6 білий кінь · e6 білий пішак · g6 чорний пішак · h6 білий король · b5 білий пішак · d5 чорний пішак · g5 білий слон · h5 біла тура · a4 чорний кінь · d4 чорний король · e4 чорний пішак · d3 чорний слон · e3 чорний пішак · h3 білий слон · b2 білий пішак · e1 білий кінь | c7 білий ферзь · e7 чорний пішак · f7 біла тура · d6 білий кінь · e6 білий пішак · g6 чорний пішак · h6 білий король · b5 білий пішак · d5 чорний пішак · g5 білий слон · h5 біла тура · a4 чорний кінь · d4 чорний король · e4 чорний пішак · d3 чорний слон · e3 чорний пішак · h3 білий слон · b2 білий пішак · e1 білий кінь | c7 білий ферзь · e7 чорний пішак · f7 біла тура · d6 білий кінь · e6 білий пішак · g6 чорний пішак · h6 білий король · b5 білий пішак · d5 чорний пішак · g5 білий слон · h5 біла тура · a4 чорний кінь · d4 чорний король · e4 чорний пішак · d3 чорний слон · e3 чорний пішак · h3 білий слон · b2 білий пішак · e1 білий кінь | c7 білий ферзь · e7 чорний пішак · f7 біла тура · d6 білий кінь · e6 білий пішак · g6 чорний пішак · h6 білий король · b5 білий пішак · d5 чорний пішак · g5 білий слон · h5 біла тура · a4 чорний кінь · d4 чорний король · e4 чорний пішак · d3 чорний слон · e3 чорний пішак · h3 білий слон · b2 білий пішак · e1 білий кінь | c7 білий ферзь · e7 чорний пішак · f7 біла тура · d6 білий кінь · e6 білий пішак · g6 чорний пішак · h6 білий король · b5 білий пішак · d5 чорний пішак · g5 білий слон · h5 біла тура · a4 чорний кінь · d4 чорний король · e4 чорний пішак · d3 чорний слон · e3 чорний пішак · h3 білий слон · b2 білий пішак · e1 білий кінь | c7 білий ферзь · e7 чорний пішак · f7 біла тура · d6 білий кінь · e6 білий пішак · g6 чорний пішак · h6 білий король · b5 білий пішак · d5 чорний пішак · g5 білий слон · h5 біла тура · a4 чорний кінь · d4 чорний король · e4 чорний пішак · d3 чорний слон · e3 чорний пішак · h3 білий слон · b2 білий пішак · e1 білий кінь | 3 |
| 2 | c7 білий ферзь · e7 чорний пішак · f7 біла тура · d6 білий кінь · e6 білий пішак · g6 чорний пішак · h6 білий король · b5 білий пішак · d5 чорний пішак · g5 білий слон · h5 біла тура · a4 чорний кінь · d4 чорний король · e4 чорний пішак · d3 чорний слон · e3 чорний пішак · h3 білий слон · b2 білий пішак · e1 білий кінь | c7 білий ферзь · e7 чорний пішак · f7 біла тура · d6 білий кінь · e6 білий пішак · g6 чорний пішак · h6 білий король · b5 білий пішак · d5 чорний пішак · g5 білий слон · h5 біла тура · a4 чорний кінь · d4 чорний король · e4 чорний пішак · d3 чорний слон · e3 чорний пішак · h3 білий слон · b2 білий пішак · e1 білий кінь | c7 білий ферзь · e7 чорний пішак · f7 біла тура · d6 білий кінь · e6 білий пішак · g6 чорний пішак · h6 білий король · b5 білий пішак · d5 чорний пішак · g5 білий слон · h5 біла тура · a4 чорний кінь · d4 чорний король · e4 чорний пішак · d3 чорний слон · e3 чорний пішак · h3 білий слон · b2 білий пішак · e1 білий кінь | c7 білий ферзь · e7 чорний пішак · f7 біла тура · d6 білий кінь · e6 білий пішак · g6 чорний пішак · h6 білий король · b5 білий пішак · d5 чорний пішак · g5 білий слон · h5 біла тура · a4 чорний кінь · d4 чорний король · e4 чорний пішак · d3 чорний слон · e3 чорний пішак · h3 білий слон · b2 білий пішак · e1 білий кінь | c7 білий ферзь · e7 чорний пішак · f7 біла тура · d6 білий кінь · e6 білий пішак · g6 чорний пішак · h6 білий король · b5 білий пішак · d5 чорний пішак · g5 білий слон · h5 біла тура · a4 чорний кінь · d4 чорний король · e4 чорний пішак · d3 чорний слон · e3 чорний пішак · h3 білий слон · b2 білий пішак · e1 білий кінь | c7 білий ферзь · e7 чорний пішак · f7 біла тура · d6 білий кінь · e6 білий пішак · g6 чорний пішак · h6 білий король · b5 білий пішак · d5 чорний пішак · g5 білий слон · h5 біла тура · a4 чорний кінь · d4 чорний король · e4 чорний пішак · d3 чорний слон · e3 чорний пішак · h3 білий слон · b2 білий пішак · e1 білий кінь | c7 білий ферзь · e7 чорний пішак · f7 біла тура · d6 білий кінь · e6 білий пішак · g6 чорний пішак · h6 білий король · b5 білий пішак · d5 чорний пішак · g5 білий слон · h5 біла тура · a4 чорний кінь · d4 чорний король · e4 чорний пішак · d3 чорний слон · e3 чорний пішак · h3 білий слон · b2 білий пішак · e1 білий кінь | c7 білий ферзь · e7 чорний пішак · f7 біла тура · d6 білий кінь · e6 білий пішак · g6 чорний пішак · h6 білий король · b5 білий пішак · d5 чорний пішак · g5 білий слон · h5 біла тура · a4 чорний кінь · d4 чорний король · e4 чорний пішак · d3 чорний слон · e3 чорний пішак · h3 білий слон · b2 білий пішак · e1 білий кінь | 2 |
| 1 | c7 білий ферзь · e7 чорний пішак · f7 біла тура · d6 білий кінь · e6 білий пішак · g6 чорний пішак · h6 білий король · b5 білий пішак · d5 чорний пішак · g5 білий слон · h5 біла тура · a4 чорний кінь · d4 чорний король · e4 чорний пішак · d3 чорний слон · e3 чорний пішак · h3 білий слон · b2 білий пішак · e1 білий кінь | c7 білий ферзь · e7 чорний пішак · f7 біла тура · d6 білий кінь · e6 білий пішак · g6 чорний пішак · h6 білий король · b5 білий пішак · d5 чорний пішак · g5 білий слон · h5 біла тура · a4 чорний кінь · d4 чорний король · e4 чорний пішак · d3 чорний слон · e3 чорний пішак · h3 білий слон · b2 білий пішак · e1 білий кінь | c7 білий ферзь · e7 чорний пішак · f7 біла тура · d6 білий кінь · e6 білий пішак · g6 чорний пішак · h6 білий король · b5 білий пішак · d5 чорний пішак · g5 білий слон · h5 біла тура · a4 чорний кінь · d4 чорний король · e4 чорний пішак · d3 чорний слон · e3 чорний пішак · h3 білий слон · b2 білий пішак · e1 білий кінь | c7 білий ферзь · e7 чорний пішак · f7 біла тура · d6 білий кінь · e6 білий пішак · g6 чорний пішак · h6 білий король · b5 білий пішак · d5 чорний пішак · g5 білий слон · h5 біла тура · a4 чорний кінь · d4 чорний король · e4 чорний пішак · d3 чорний слон · e3 чорний пішак · h3 білий слон · b2 білий пішак · e1 білий кінь | c7 білий ферзь · e7 чорний пішак · f7 біла тура · d6 білий кінь · e6 білий пішак · g6 чорний пішак · h6 білий король · b5 білий пішак · d5 чорний пішак · g5 білий слон · h5 біла тура · a4 чорний кінь · d4 чорний король · e4 чорний пішак · d3 чорний слон · e3 чорний пішак · h3 білий слон · b2 білий пішак · e1 білий кінь | c7 білий ферзь · e7 чорний пішак · f7 біла тура · d6 білий кінь · e6 білий пішак · g6 чорний пішак · h6 білий король · b5 білий пішак · d5 чорний пішак · g5 білий слон · h5 біла тура · a4 чорний кінь · d4 чорний король · e4 чорний пішак · d3 чорний слон · e3 чорний пішак · h3 білий слон · b2 білий пішак · e1 білий кінь | c7 білий ферзь · e7 чорний пішак · f7 біла тура · d6 білий кінь · e6 білий пішак · g6 чорний пішак · h6 білий король · b5 білий пішак · d5 чорний пішак · g5 білий слон · h5 біла тура · a4 чорний кінь · d4 чорний король · e4 чорний пішак · d3 чорний слон · e3 чорний пішак · h3 білий слон · b2 білий пішак · e1 білий кінь | c7 білий ферзь · e7 чорний пішак · f7 біла тура · d6 білий кінь · e6 білий пішак · g6 чорний пішак · h6 білий король · b5 білий пішак · d5 чорний пішак · g5 білий слон · h5 біла тура · a4 чорний кінь · d4 чорний король · e4 чорний пішак · d3 чорний слон · e3 чорний пішак · h3 білий слон · b2 білий пішак · e1 білий кінь | 1 |
|   | a | b | c | d | e | f | g | h |   |

1. T:e7? ~ 2. Lf6# (A), 1. ... Ke5 (a) 2. Sf5# (B), 1. ... e2!
1. K:g6? ~ 2. Sf5# (B), 1. ... Ke5 (a) 2. L:e3# (C), 1. ... Sc5!
1. Tf3!  ~ 2. L:e3# (C), 1. ... Ke5 (a) 2. Lf6 # (A)

## Тема в мініатюрі
|   | a | b | c | d | e | f | g | h |   |
| 8 | a8 білий король · e8 білий кінь · d6 білий слон · f6 чорний пішак · d5 чорний король · g4 білий слон · c3 білий ферзь | a8 білий король · e8 білий кінь · d6 білий слон · f6 чорний пішак · d5 чорний король · g4 білий слон · c3 білий ферзь | a8 білий король · e8 білий кінь · d6 білий слон · f6 чорний пішак · d5 чорний король · g4 білий слон · c3 білий ферзь | a8 білий король · e8 білий кінь · d6 білий слон · f6 чорний пішак · d5 чорний король · g4 білий слон · c3 білий ферзь | a8 білий король · e8 білий кінь · d6 білий слон · f6 чорний пішак · d5 чорний король · g4 білий слон · c3 білий ферзь | a8 білий король · e8 білий кінь · d6 білий слон · f6 чорний пішак · d5 чорний король · g4 білий слон · c3 білий ферзь | a8 білий король · e8 білий кінь · d6 білий слон · f6 чорний пішак · d5 чорний король · g4 білий слон · c3 білий ферзь | a8 білий король · e8 білий кінь · d6 білий слон · f6 чорний пішак · d5 чорний король · g4 білий слон · c3 білий ферзь | 8 |
| 7 | a8 білий король · e8 білий кінь · d6 білий слон · f6 чорний пішак · d5 чорний король · g4 білий слон · c3 білий ферзь | a8 білий король · e8 білий кінь · d6 білий слон · f6 чорний пішак · d5 чорний король · g4 білий слон · c3 білий ферзь | a8 білий король · e8 білий кінь · d6 білий слон · f6 чорний пішак · d5 чорний король · g4 білий слон · c3 білий ферзь | a8 білий король · e8 білий кінь · d6 білий слон · f6 чорний пішак · d5 чорний король · g4 білий слон · c3 білий ферзь | a8 білий король · e8 білий кінь · d6 білий слон · f6 чорний пішак · d5 чорний король · g4 білий слон · c3 білий ферзь | a8 білий король · e8 білий кінь · d6 білий слон · f6 чорний пішак · d5 чорний король · g4 білий слон · c3 білий ферзь | a8 білий король · e8 білий кінь · d6 білий слон · f6 чорний пішак · d5 чорний король · g4 білий слон · c3 білий ферзь | a8 білий король · e8 білий кінь · d6 білий слон · f6 чорний пішак · d5 чорний король · g4 білий слон · c3 білий ферзь | 7 |
| 6 | a8 білий король · e8 білий кінь · d6 білий слон · f6 чорний пішак · d5 чорний король · g4 білий слон · c3 білий ферзь | a8 білий король · e8 білий кінь · d6 білий слон · f6 чорний пішак · d5 чорний король · g4 білий слон · c3 білий ферзь | a8 білий король · e8 білий кінь · d6 білий слон · f6 чорний пішак · d5 чорний король · g4 білий слон · c3 білий ферзь | a8 білий король · e8 білий кінь · d6 білий слон · f6 чорний пішак · d5 чорний король · g4 білий слон · c3 білий ферзь | a8 білий король · e8 білий кінь · d6 білий слон · f6 чорний пішак · d5 чорний король · g4 білий слон · c3 білий ферзь | a8 білий король · e8 білий кінь · d6 білий слон · f6 чорний пішак · d5 чорний король · g4 білий слон · c3 білий ферзь | a8 білий король · e8 білий кінь · d6 білий слон · f6 чорний пішак · d5 чорний король · g4 білий слон · c3 білий ферзь | a8 білий король · e8 білий кінь · d6 білий слон · f6 чорний пішак · d5 чорний король · g4 білий слон · c3 білий ферзь | 6 |
| 5 | a8 білий король · e8 білий кінь · d6 білий слон · f6 чорний пішак · d5 чорний король · g4 білий слон · c3 білий ферзь | a8 білий король · e8 білий кінь · d6 білий слон · f6 чорний пішак · d5 чорний король · g4 білий слон · c3 білий ферзь | a8 білий король · e8 білий кінь · d6 білий слон · f6 чорний пішак · d5 чорний король · g4 білий слон · c3 білий ферзь | a8 білий король · e8 білий кінь · d6 білий слон · f6 чорний пішак · d5 чорний король · g4 білий слон · c3 білий ферзь | a8 білий король · e8 білий кінь · d6 білий слон · f6 чорний пішак · d5 чорний король · g4 білий слон · c3 білий ферзь | a8 білий король · e8 білий кінь · d6 білий слон · f6 чорний пішак · d5 чорний король · g4 білий слон · c3 білий ферзь | a8 білий король · e8 білий кінь · d6 білий слон · f6 чорний пішак · d5 чорний король · g4 білий слон · c3 білий ферзь | a8 білий король · e8 білий кінь · d6 білий слон · f6 чорний пішак · d5 чорний король · g4 білий слон · c3 білий ферзь | 5 |
| 4 | a8 білий король · e8 білий кінь · d6 білий слон · f6 чорний пішак · d5 чорний король · g4 білий слон · c3 білий ферзь | a8 білий король · e8 білий кінь · d6 білий слон · f6 чорний пішак · d5 чорний король · g4 білий слон · c3 білий ферзь | a8 білий король · e8 білий кінь · d6 білий слон · f6 чорний пішак · d5 чорний король · g4 білий слон · c3 білий ферзь | a8 білий король · e8 білий кінь · d6 білий слон · f6 чорний пішак · d5 чорний король · g4 білий слон · c3 білий ферзь | a8 білий король · e8 білий кінь · d6 білий слон · f6 чорний пішак · d5 чорний король · g4 білий слон · c3 білий ферзь | a8 білий король · e8 білий кінь · d6 білий слон · f6 чорний пішак · d5 чорний король · g4 білий слон · c3 білий ферзь | a8 білий король · e8 білий кінь · d6 білий слон · f6 чорний пішак · d5 чорний король · g4 білий слон · c3 білий ферзь | a8 білий король · e8 білий кінь · d6 білий слон · f6 чорний пішак · d5 чорний король · g4 білий слон · c3 білий ферзь | 4 |
| 3 | a8 білий король · e8 білий кінь · d6 білий слон · f6 чорний пішак · d5 чорний король · g4 білий слон · c3 білий ферзь | a8 білий король · e8 білий кінь · d6 білий слон · f6 чорний пішак · d5 чорний король · g4 білий слон · c3 білий ферзь | a8 білий король · e8 білий кінь · d6 білий слон · f6 чорний пішак · d5 чорний король · g4 білий слон · c3 білий ферзь | a8 білий король · e8 білий кінь · d6 білий слон · f6 чорний пішак · d5 чорний король · g4 білий слон · c3 білий ферзь | a8 білий король · e8 білий кінь · d6 білий слон · f6 чорний пішак · d5 чорний король · g4 білий слон · c3 білий ферзь | a8 білий король · e8 білий кінь · d6 білий слон · f6 чорний пішак · d5 чорний король · g4 білий слон · c3 білий ферзь | a8 білий король · e8 білий кінь · d6 білий слон · f6 чорний пішак · d5 чорний король · g4 білий слон · c3 білий ферзь | a8 білий король · e8 білий кінь · d6 білий слон · f6 чорний пішак · d5 чорний король · g4 білий слон · c3 білий ферзь | 3 |
| 2 | a8 білий король · e8 білий кінь · d6 білий слон · f6 чорний пішак · d5 чорний король · g4 білий слон · c3 білий ферзь | a8 білий король · e8 білий кінь · d6 білий слон · f6 чорний пішак · d5 чорний король · g4 білий слон · c3 білий ферзь | a8 білий король · e8 білий кінь · d6 білий слон · f6 чорний пішак · d5 чорний король · g4 білий слон · c3 білий ферзь | a8 білий король · e8 білий кінь · d6 білий слон · f6 чорний пішак · d5 чорний король · g4 білий слон · c3 білий ферзь | a8 білий король · e8 білий кінь · d6 білий слон · f6 чорний пішак · d5 чорний король · g4 білий слон · c3 білий ферзь | a8 білий король · e8 білий кінь · d6 білий слон · f6 чорний пішак · d5 чорний король · g4 білий слон · c3 білий ферзь | a8 білий король · e8 білий кінь · d6 білий слон · f6 чорний пішак · d5 чорний король · g4 білий слон · c3 білий ферзь | a8 білий король · e8 білий кінь · d6 білий слон · f6 чорний пішак · d5 чорний король · g4 білий слон · c3 білий ферзь | 2 |
| 1 | a8 білий король · e8 білий кінь · d6 білий слон · f6 чорний пішак · d5 чорний король · g4 білий слон · c3 білий ферзь | a8 білий король · e8 білий кінь · d6 білий слон · f6 чорний пішак · d5 чорний король · g4 білий слон · c3 білий ферзь | a8 білий король · e8 білий кінь · d6 білий слон · f6 чорний пішак · d5 чорний король · g4 білий слон · c3 білий ферзь | a8 білий король · e8 білий кінь · d6 білий слон · f6 чорний пішак · d5 чорний король · g4 білий слон · c3 білий ферзь | a8 білий король · e8 білий кінь · d6 білий слон · f6 чорний пішак · d5 чорний король · g4 білий слон · c3 білий ферзь | a8 білий король · e8 білий кінь · d6 білий слон · f6 чорний пішак · d5 чорний король · g4 білий слон · c3 білий ферзь | a8 білий король · e8 білий кінь · d6 білий слон · f6 чорний пішак · d5 чорний король · g4 білий слон · c3 білий ферзь | a8 білий король · e8 білий кінь · d6 білий слон · f6 чорний пішак · d5 чорний король · g4 білий слон · c3 білий ферзь | 1 |
|   | a | b | c | d | e | f | g | h |   |

1. Lf4? ~ 2. S:f6# (A), 1. ... Ke4 (a) 2. Dc4# (B),  1. ... f5!
1. Le2? ~ 2. Dc4# (B), 1. ... Ke4 (a) 2. Dd3# (C), 1. ... Ke6!
1. Ld7!  ~ 2. Dd3# (C), 1. ... Ke4 (a) 2. S:f6# (A)

## Синтез з іншими темами
Українська тема може проходити в одному механізмі з іншими темами, а значить — може бути виражено синтез з іншими темами.